# ويليام بي. مونرو
ويليام بي. مونرو هو عالم اجتماعي كندي، ولد في 1875، وتوفي في 1957.